# Jacques Panijel
Jacques Panijel, né le 22 septembre 1921 à Paris et mort le 12 septembre 2010 dans la même ville, immunologiste de profession, est un cinéaste, écrivain, auteur dramatique et militant politique.

## Biographie
Jacques Panijel s'engage dans la Résistance à l'âge de 19 ans. Patron de la région Rhône-Alpes du réseau Combat, il crée le SNM (Service National Maquis) en 1943 dont l'objectif est de former des sous-officiers chargés d'accueillir les réfractaires au STO. Il esa décoré de la croix de guerre, de la Légion d'honneur et de la Rosette de la Résistance après avoir passé un an au ministère de la Guerre en tant que chef du 1er Bureau.
Il publie en 1948, aux Éditions de Minuit, un roman intitulé La Rage, inspiré par son expérience des années de Résistance où il met en lumière la possibilité de s'engager dans l'action physique tout en étant un intellectuel. Malgré le soutien de Vercors à l'origine de l'édition du livre, le PCF, à travers l'Humanité, critique vivement l'ouvrage.
Il réalise avec Jean-Paul Sassy La Peau et les Os, premier long métrage tourné en prison qui reçoit le prix Jean-Vigo en 1961.
Il prend une part active à la lutte politique contre la guerre d'Algérie en fondant avec Pierre Vidal-Naquet et Laurent Schwartz le Comité Audin (1957).
En 1960, il crée le journal clandestin Vérité-Liberté avec Robert Barrat, Pierre Vidal-Naquet et Paul Thibaud. Il signe le Manifeste des 121, publié par ce journal le 6 septembre 1960, et titré « Déclaration sur le droit à l’insoumission dans la guerre d’Algérie ».
Après le massacre du 17 octobre 1961, il tourne un film, qu'il intitule Octobre à Paris, à partir d'entretiens avec des victimes de la répression. Interdit, ce film est présenté lors de projections clandestines. Il n'obtient son visa d'exploitation qu'en 1973, après une grève de la faim de René Vautier, autre cinéaste ayant dénoncé la guerre d'Algérie dans ses films.
Il poursuit sa carrière de biologiste, et devient chef du service de physiopathologie de l'immunité à l'Institut Pasteur tout en étant directeur de recherche au CNRS.
Ses derniers engagements politiques sont de dénoncer l'invasion par l'URSS de la Tchécoslovaquie en août 1968, et en 1969 de prendre la parole lors d'un meeting à la Mutualité, à Paris, aux côtés de Michel Rocard et Alain Krivine.
Il est inhumé au cimetière du Montparnasse, avant d'être transféré au cimetière de Saint-Pantaléon-de-Larche (Corrèze).

## Filmographie
Cinéma (réalisation)
- 1962 : Octobre à Paris
- 1961 : La Peau et les Os (coréalisateur : Jean-Paul Sassy)

Télévision
- 1957 : Le Baladin du monde occidental de Marcel Bluwal (adaptation)